# Sly 3: Honor entre ladrones
Sly 3: Honor Among Thieves (titulado en español como Sly 3: Honor entre Ladrones) es un videojuego de acción de sigilo desarrollado por Sucker Punch Productions y publicado por Sony Computer Entertainment para la PlayStation 2. Es el tercer juego de la serie Sly Cooper y el último desarrollado por Sucker Punch Productions, ya que Sanzaru Games desarrollaría entregas posteriores.
El juego recibió críticas positivas y se considera uno de los mejores videojuegos de PlayStation 2. Fue remasterizado por Sanzaru Games junto con sus predecesores para PlayStation 3 como The Sly Collection.
Junto con su predecesor, se relanzó digitalmente en PlayStation 4 y PlayStation 5 el 11 de diciembre de 2024.

## Historia
Después de un año tras el Sly 2: Ladrones de Guante Blanco, Sly Cooper y Bentley intentaron abrir la cámara acorazada de Cooper en la isla Kaine, con la ayuda de personas misteriosas. Desafortunadamente, son interceptados por el Dr. M, el propietario de la isla. Sly y Bentley escapan, pero un monstruo agarra a Sly. Durante esta escena, Sly ve pasar su vida ante sus ojos, y el juego se mueve hacia atrás en el pasado. Se explica que Sly había venido a aprender de la cámara acorazada de Cooper está escondida en la isla de Kaine por uno de los colegas de su padre. La cámara contiene la riqueza acumulada por el Clan Cooper durante miles de años. Sly fue a buscar a la cámara, solo para descubrir que M había construido una fortaleza en la isla, en un intento de llegar a la riqueza escondida en la caja fuerte. Sly se dio cuenta de que necesitaba una banda de ladrones de maestros con el fin de conseguir más allá de la seguridad extensa de M, y necesitaba a la banda Cooper en acción.
Primero, Sly y Bentley deciden encontrar primeramente a Murray, quien dejó el equipo debido a la lesión de pierna de Bentley, pero espió a un gran jefe, Octavio quien huye a Venecia, Italia, donde Murray estuvo espiándole sigilosamente. Sly se pone al día con Dimitri otra vez, quien está en prisión, mientras buscando a Murray, que se compromete a encontrar a Murray si distrae Sly al jefe de la policía Carmelita Fox y roba las llaves de la celda. Después de ser perseguido por Venecia por Carmelita, se encuentra de nuevo Murray, quien lo ayuda a escapar. Él le dice a Sly se ha trasladado a ser un aprendiz de una figura amante de la paz conocida como el Gurú para ser más pacífico. Murray se niega a unirse a la banda hasta que se cumpla la tarea que el Gurú le dio a él, esperar a que los canales estén limpios, lo que obligó Sly y Bentley a derrotar a Octavio que ha estado contaminando los canales de alquitrán, como parte de un plan para amenazar a la ciudad, por los edificios se hunden. Después de reunir algunos planes, destruyen el recital de Octavio, pero hiere a Bentley. Murray renuncia a su formación y batalla con Octavio, derrotándolo. Octavio es arrestado, y Murray vuelve a unirse al equipo.
Después de que Murray fallara al Gurú, la banda vuela a Yuendumu, Territorio del Norte, Australia, para encontrar al Gurú, pero la construcción de los mineros se hizo cargo de la tierra. Después de encontrarlo, lo encerró, y Sly descubre que el Gurú se niega a salir de su celda hasta que tuviera su piedra de luna y el personal. Después de que Sly los encontrase, Bentley les devuelve al Gurú y él estalla, tirando de las tareas y el acuerdo para unirse al equipo si Sly y la ayuda de la pandilla le ayuda a borrar a los mineros de su tierra. Para ello, tienen que destruir la máscara de la Tierra Oscura, una máscara de maldad demoníaca que sigue a las caras de la gente y hace que su portador tenga gran control y los hace más poderosos. Después de que Carmelita Fox vaya tras Sly, la máscara de la Tierra Oscura se queda atascada en la cara, y ella empieza a crecer a un ritmo incontrolable. Sly tiene que subir sus bootlegs y romperla. Después de que sea destruida por los mercenarios de Carmelita, el Gurú se une a la banda de Cooper.
En la necesidad desesperada de un experto en combate RC, Bentley se encuentra con un ratón holandés llamado Penelope en línea, quien está de acuerdo a unirse al equipo si ellos acaban con su jefe Black Baron, un viajero experto que tiene su propia competición de vuelon (ACES Flying Competition) y siempre había ganado. La banda viaja a  Kinderdijk, Holanda, Países Bajos, donde apuntan a Sly en a competición de vuelo. Una vez allí, se reúnen con Dimitri, que se compromete a decirles dónde encontrar la lista de la competencia, pero solo si está de acuerdo en que Sly le devuelva el favor. Cuando Muggshot, antiguo enemigo de Sly en Sly Raccoon, está volando en la competición, y a Bentley se le ocurre un plan y lo llevó a la cárcel. Después de que más planes es iniciasen, Sly bate al Barón Negro, quien conduce contra él luchando contra Sly en el ala de un avión. Cuando es golpeado, se revela como Penélope, y Sly gana la competencia. Penélope le dice a la tripulación que había una razón de ser el barón porque ella era demasiado joven para entrar en la competencia. Penélope se une a la banda sin dudarlo.
Cuando necesitan a un experto en demolición más allá de Bentley, se dan cuenta de que deben contratar a un viejo enemigo de Sly, el Rey Panda, de Sly Raccoon. Después de encontrarlo y saber que dejó su vida de crimen, lo confrontan y él está de acuerdo en participar, pero solo si ellos le ayudan a rescatar a su hija, Jing King, de la maldad General Tsao, quien la raptó y la forzó a casarse con él. Durante este tiempo, Murray localiza y recupera la furgoneta del equipo, que se encontraba en las inmediaciones, ayudados por primera vez por Penélope y luego por el Rey Panda, que reconoce las acciones de los bonos de Murray con la furgoneta, que es el mismo que comparte con su hija. Sly debe derrotar a Tsao y volver con el portátil de Bentley, que fue robado por Tsao. Finalmente, después de rescatar a Jing King, Tsao es arrestado por Carmelita, quien lo acompaña a la cárcel y el Rey Panda se une a la pandilla.
Más tarde, Dimitri mandó un mensaje de correo electrónico a Sly y le recuerda el favor que le debía, por lo que Dimitri compra boletos en un crucero a Blood Bath Bay, el Mar Caribe. Después de enterarse de que su abuelo, Reme Lousteau, tenía su equipo de buceo y tesoros que había reunido al robar por Punto Negro Pete, en su intento de recuperarlo, pero encontró el mapa al haber sido robado por Capitán LeFwee, otro pirata peligroso que se conoce como el hombre más inteligente en los siete mares. Tras sacarle algunos puestos de trabajo, navegan en busca del tesoro de Reme Lousteau, solo cuando se encuentran con Sly, se enfrentan con LeFwee, que secuestra a Penélope y le roba el tesoro. Sin embargo Dimitri mantiene su equipo de buceo. Después de preparar para llevarlo adelante, se enfrentan a LeFwee, y Bentley acabó con burlarlo. Durante la escapada, Bentley está lesionado, y Penélope batallea con LeFwee y lo deja en el puerto, donde es comido por los tiburones. Por lo tanto, Dimitri se une al equipo como su hombre rana, y Bentley y Penélope se convierten en pareja.
El juego vuelve a la actualidad, donde Sly está luchando con M. Cuando está a punto de ser comido, Sly se da cuenta de que ha sido "cobarde" hacia Carmelita, lamentando no decirle lo que realmente siente acerca de ella. Después de ver a Bentley y Penélope juntos, él ahora se da cuenta de lo que es la vida. Justo en ese momento, Carmelita llega en vigor en la isla, con la intención de captar tanto a Sly como a Dr M, derrotando a su monstruo y permitiendo a Sly escapar. Ella termina luchando contra ella en el mar. Después de la batalla, la banda recupera a Sly, que es la clave de la cámara acorazada. Durante estos eventos, nos enteramos de que M aparentemente no fue tratado como un igual por el padre de Sly, y que él cree que Sly es el mismo.
Después de luchar contra la seguridad, entran en la cámara, donde Sly ve la historia de sus antepasados. Mientras tanto, M y Sly pelean en la cámara. Después de que Sly saliera victorioso, M una vez más lo compara con su padre, pero Sly insiste en que cada uno es un individuo, y que no es más que él mismo. Carmelita llega a arrestar a los dos, sin embargo el Dr. M dispara una ráfaga hacia ella, y Sly saltó delante de ella para evitar su muerte. Carmelita derrota a M y comprueba a Sly. Parece que sufre de amnesia, en la que pretende que Carmelita y Sly son pareja. Juntos escapan, y M pierde la vida cuando la cámara entera se vuelve inestable y colapsa. El resto de la banda de Cooper encuentra a Sly y a su carta de presentación junto a una abertura alternativa a la cámara que contiene toda la riqueza del clan Cooper. Al ver que Sly nunca regresa, la banda se separa, a excepción de Bentley y Penélope, que están en una relación.
Dimitri se convierte en un buzo rico, el Rey Panda regresa a China, empieza a vivir a dos puertas del Rey Jing, y pantallas de todos sus futuros maridos (hasta el momento, todavía es soltero), Murray se fue a completar su formación con el Gurú, después se convirtió en un piloto de carreras profesional con la furgoneta, y Gurú después de terminar la formación Murray, enseña su arte místico a un grupo de estrellas de rock (que lo encontró incluso en Nueva York), y Penélope y Bentley han creado una nueva cámara que contiene la riqueza de Cooper que se encuentra bloqueada por láser y construyó una máquina del tiempo. Al final, Sly pide la mano de Carmelita en un balcón, cuando los ve Bentley. Sly mira directamente a Bentley y le guiña. Esto parece demostrar que Sly fingió su amnesia. A medida que el juego termina, Bentley dice "Ese diablo Sneaky"..

## Jugabilidad
Hay nuevas variaciones en el juego que incluyen otros personajes jugables, además de las de Murray, Sly y Bentley. En primer lugar, Carmelita Fox es un personaje jugable en algunos de los minijuegos y también un par de veces en el juego. En segundo lugar, algunos nuevos personajes se han introducido, incluyendo un chamán llamado The Gurú y un ratón llamado Penélope. Por último, los personajes antes mencionados, tales como Dimitri de Sly 2: Ladrones de guante blanco y el Rey Panda de Sly Rccoon se pueden jugar también. También Bentley y Murray puede escoger su propio bolsillo en este juego.
El juego también contiene secciones en 3-D. Las gafas 3-D se han distribuido con cada copia del juego, y se utilizan en ciertas partes del juego. Sin embargo, el 3-D es opcional en estas secciones, que permite al jugador ver los niveles estándar en 2-D. Algunos niveles son jugables en 3-D desde el principio, mientras que otros requieren niveles en función 3-D, otra característica de ser objetos en los niveles solo son visibles cuando se está reproduciendo en 3-D. El efecto 3-D se centra en ciertos objetos en el fondo, más que los propios personajes, minimizando la necesaria separación azul/rojo, y lo que es más fácil ver a alguien jugando en 3-D sin un conjunto de gafas 3-D.
Además, para aumentar el valor de reproducción, un modo multijugador en línea se incluye, junto con los desafíos y las películas extras desbloqueadas con determinados porcentajes de finalización del juego. Los juegos multijugador son: "Policías y ladrones", "Bi-Plane Duel", "hackathon" y "Duel Galeón". Los retos son misiones que establecen las normas específicas, junto con una misión de búsqueda del tesoro para cada mundo alcanzado al final del juego. Murray y Bentley pueden ahora ser carteristas. Murray iza guardias aturdidos o desprevenidos por encima de su cabeza y los sacude para sacarles las monedas y el botín. Las monedas deben ser recogidas del suelo después de que la guarda se agitase. Bentley utiliza una caña de pescar como imán para pescar monedas y el botín. Cuando el imán se une Bentley se aleja de la guardia con el carrete lleno de marcancías.
Botín ya no tiene que ser vendido de nuevo en la casa de seguridad. La cantidad de un artículo se agrega inmediatamente al recuento de monedas. El tesoro especial está ausente de todo el mundo. Sly 3 también cuenta con nuevos elementos de juego y habilidades, tales como seguros de craqueo, en busca de pistas y objetos en la pintura, combate aéreo, disfraces, batallas barco pirata, y las conversaciones. Una característica que recibieron retroalimentación negativa de los jugadores es que ya no se puede buscar botellas de pista para abrir una caja fuerte especial en algún lugar dentro de los diferentes mundos, que era una parte popular de los dos primeros juegos y el valor añadido de repetición extra para el juego.

## Recepción
Sly 3 fue bien recibido, teniendo una puntuación de 83/100 en Metacritic. Sin embargo, Sly 3 no pasó a Sly 2 en términos de recepción, pero pasó a Sly 1 . 

## Legado

### Secuela
Brian Fleming de Sucker Punch Productions dijo en una entrevista que "Nos estamos ampliando un poco, adquiriendo nuevos retos," pero también anotó que "Creo que es muy probable que usted va a ver a regresar la franquicia de "Sly Cooper" en algún momento en el futuro. Nate Fox, uno de los diseñadores del juego de Sucker Punch Productions, también declaró en una entrevista telefónica cuando se le preguntó acerca de lo que le encantaría hacer otro juego de Sly, quien agregó la posibilidad de una secuela." Un Easter egg es encontrado en el juego de Sucker Punch inFAMOUS muestra una película llamada "Sly Cooper 4" en la marquesina del edificio; también está el símbolo de Sly Cooper en los pantalones de Cole. Al término de los tres partidos como parte de la Sly Collection para PlayStation 3, una opción de vídeo se activa dentro de los menús del juego. La película es un pequeño video que muestra la silueta de Sly al acecho en la hierba alta, seguido de un logo de Sly 4, con la marca Cooper utilizada como un signo de interrogación, las burlas de la posible secuela. Kevin Miller, el actor que pone voz a Sly, también ha confirmado que ha sido contactado para expresar a Sly en Sly 4.
La secuela, Sly Cooper: Ladrones en el Tiempo, fue revelado en una conferencia de Sony de E3 en 2011, pero no es desarrollado por Sucker Punch, sino por Sanzaru Games.

### Otros juegos
The Sly Collection (titulado como The Sly Cooper Collection en Japan y The Sly Trilogy en Europa y en muchas partes de Australia) está remasterizado con Sly Raccoon, Sly 2: Ladrones de Guante Blanco y Sly 3: Honor entre ladrones para PlayStation 3 es un disco de Blu-ray. El juego fue lanzado el 9 de noviembre de 2010. La colección actualiza los gráficos, incluyendo soporte para 3D en la PlayStation 3, nuevos minijuegos que pueden ser jugados usando PlayStation Move o controles estándar.
PlayStation Move Heroes, es un videojuego de 2011 de acción-aventura desarrollado por Nihilistic Software y publicado por Sony Computer Entertainment. Fue lanzado para PlayStation 3 el 22 de marzo de 2011, y utiliza el PlayStation Move. se trata de un cruce de las franquicias Jak and Daxter, Ratchet & Clank, y Sly Cooper formando un total de 6 personajes.

## Banda sonora
Una banda sonora fue lanzada por Sucker Punch y Peter McConnell para Sly 3
1. Main Title and Credits

2. Penelope's Mighty Sky Chopper

3. China Palace Grounds

4. Dr. M's Island

5. Dr. M's Aerial Attack

6. Bentley and Penelope Suite

7. Murray the Ghost

8. The Shaman Rides

9. Sly the Pirate insults Pete

10. Pirate Fight

11. Gauntlet of the Ancestors

12. Bamboo Fight

13. Feeding the Croc

14. Lemonade Drinking Contest

15. Zombies' Army

16. Carmelita vs Muggshot

17. China Palace Interior

18. Venice Chase

19. Hotel Lobby with Muggshot

20. Fight with the Black Baron

21. Dimitri Underwater

22. The Great Sea Battle

23. The Treasure Island

24. Venice Espionage

25. Holland Dogfight

26. Murray fights the Hybrids

27. Canada Train Station (canción bonus de Sly 2: Ladrones de Guante Blanco)

28. Sly's Great Train Robbery (canción bonus de Sly 2: Ladrones de Guante Blanco)

29. Sly in Paris (Tema delf Sly 2: Ladrones de Guante Blanco)